# Tetraceno

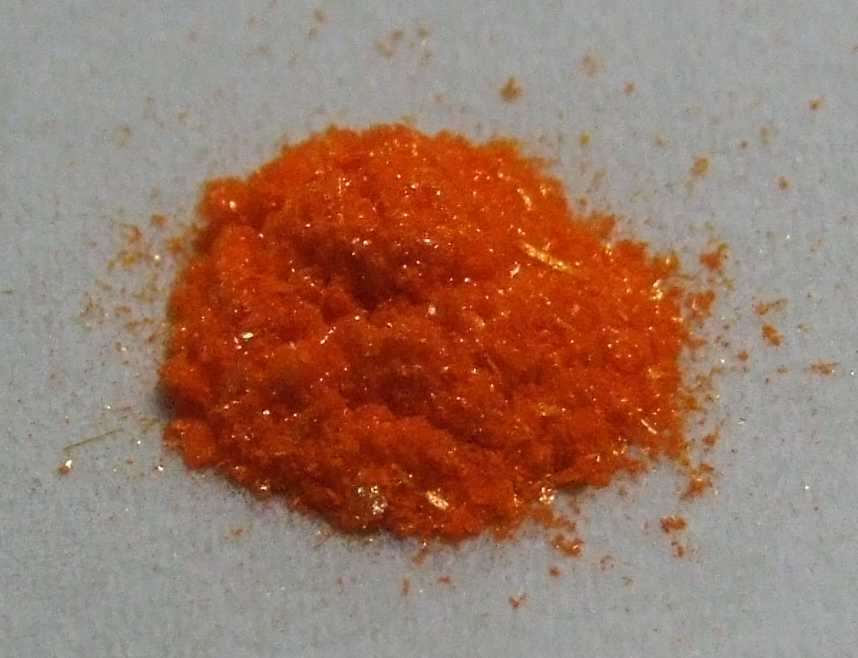
Cristales de tetraceno.

El tetraceno, también conocido como naftaceno y 2,3-benzantraceno, es un hidrocarburo aromático policíclico. Tiene el aspecto de un polvo de color naranja claro.
El tetraceno se emplea a modo de sensibilizador en la quimioluminiscencia.
Es un semiconductor orgánico molecular utilizado en transistores orgánicos de efecto de campo y LEDs orgánicos. Investigadores de dos universidades japonesas (Tōhoku y Ōsaka) presentaron en mayo de 2007 un transistor ambipolar emisor de luz compuesto por un solo cristal de tetraceno  Archivado el 11 de mayo de 2020 en Wayback Machine.. Ambipolar significa que tanto los cationes moleculares cargados positivamente como los aniones moleculares cargados negativamente transportan la carga eléctrica. El tetraceno también puede emplearse a modo de medio activo en láseres de colorante.
El tetraceno es el miembro de cuatro anillos de la serie de los acenos, siendo el anterior de la serie el antraceno (triceno) y el posterior el pentaceno.
- Datos: Q379089
- Multimedia: Naphthacene / Q379089